# 야시카 T3
야시카 T3(Yashica T3, Kyocera T Scope)는 고품질의 랜즈를 탑재한 교세라의 35mm 컴팩트 카메라이다.
몸체 위쪽 중간 부분에 뷰 파인더가 있다.

## 사양
- 자동초점
- 칼 자이스 T* (코팅) 35mm, f/2.8 랜즈. (T 시리즈의 다른 랜즈보다 빠르다)
- 자동-노출
- 통합된-플래시.